# Прилов

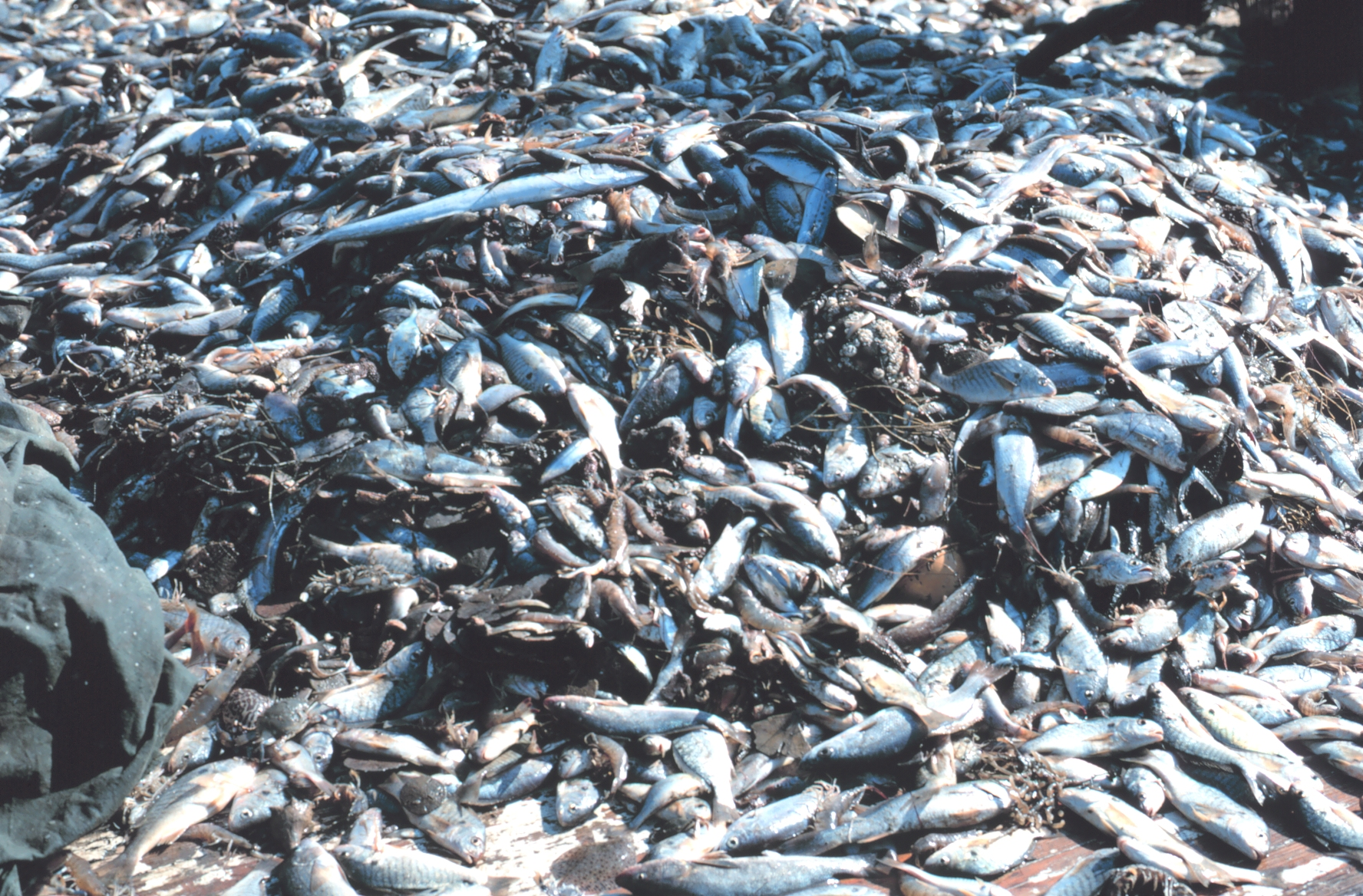
Прилов при вилові креветок

Прилов — ненавмисний вилов, який потрапляє в сітки в промисловому рибальстві. В 1997 році Організація економічного розвитку і співпраці визначила це поняття як: «загальна промислова смертність, за винятком тієї, що стається безпосередньо з вилову цільових видів». Прилов є причиною зниження ефективності рибальства, викидів і перелова. Прилов можуть становити як риби, так і інші морські тварини. Іноді прилову знаходять застосування, однак, як правило, його викидають за борт як відходи. Причиною прилова є спільне проживання різних видів гідробіонтів, змішані скупчення молодняку та великих об'єктів промислу, неселективні знаряддя лову та законодавчі обмеження вилову, що змушують рибопромисловців позбавлятися від недозволеного вилову. Нерідко в якості прилову гинуть також малі кити, дельфіни, тюлені, черепахи, морські птахи, акули і скати .

## Наслідки
За даними Всесвітнього фонду дикої природи щорічно в якості прилову гинуть близько 300 тисяч китоподібних, 650 тисяч тюленячих, 300 тисяч морських птахів, кілька мільйонів акул, а також 250 тисяч морських черепах . При ловлі креветок обсяг прилову може сягати 80 відсотків всього вилову. За оцінками Грінпіс щорічний глобальний прилов становить близько 40 млн тонн при загальному обсязі риболовного вилову близько 140 млн тонн. Прилов, будучи викинутим, як правило, не враховується в промисловою статистикою і не грає ролі у встановленні квот.
Виникнення прилову в певних регіонах може стати джерелом розвитку широкої мережі нелегального ринку біоресурсів. Такі випадки зустрічаються в країнах, що розвиваються. Одним з найвідоміших випадків є прилов Каспійського тюленя в Росії  [Архівовано 17 жовтня 2018 у Wayback Machine.]

## Зниження прилову
Однією з можливостей зниження прилову є акустичні сигнали, що відлякують, наприклад, дельфінів. Існують риболовецькі сітки з спеціальними клапанами для дельфінів та інших нецільових видів, через які вони можуть вивільнитися. Ще однією можливістю знизити прилов є селективний промисел. Правилами рибальства законодавчо обмежується прилов молодняку промислових риб і безхребетних.

## Інше
Хоч прилов дрібної риби оцінюється скоріше негативно, але існують і альтернативні думки, за якими шкідливим вважається селективний промисел, а прилов — природним явищем, яке потрібно визнати законодавчо.